# Доходный дом Строгановского училища
Дохо́дный дом Стро́гановского учи́лища — здание в стиле модерн на Мясницкой улице в Москве. Было построено в 1904—1906 годах архитектором Фёдором Шехтелем по заказу Строгановского училища. Использовалось как доходный дом, в 1920-х годах здание занимало Главное управление электротехнической промышленности. По состоянию на 2018-й строение переоборудовано под офисные помещения.

## История

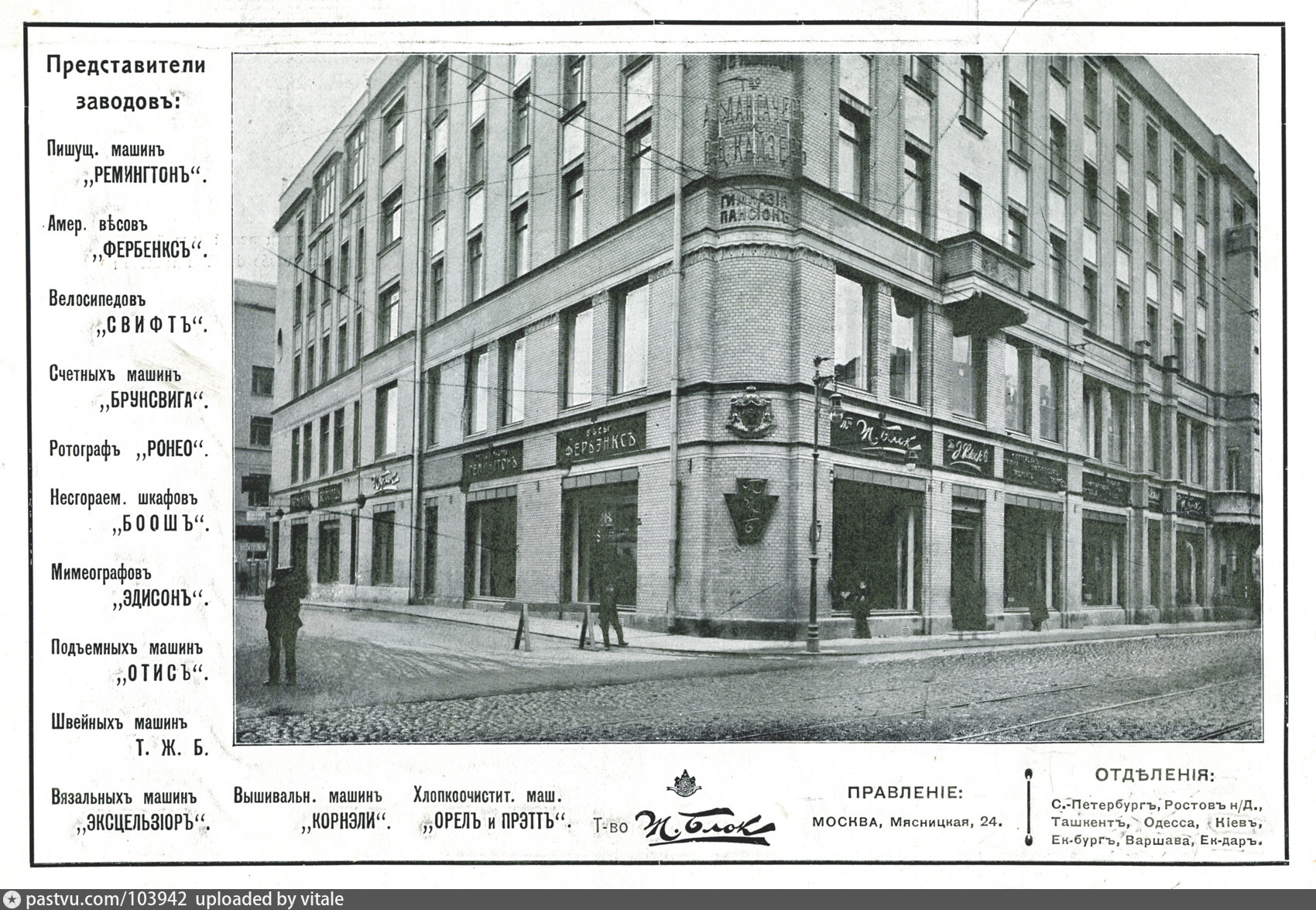
Доходный дом Строгановского училища, 1911 год

### Предыстория участка
В первой половине XVIII века территория между Мясницкой улицей и переулком Кривое Колено относилась к обширным владениям графа Василия Лопухина. На тот момент вдоль красной линии улицы располагалась двухэтажная каменная усадьба. Здание имело пышный барочный декор, дворовой фасад выходил в парк с большим прудом. По сторонам от главного дома размещались хозяйственные постройки. В 1752 году хозяин продал имение барону Сергею Строганову, проживавшему в особняке, пока возводился его дворец в Санкт-Петербурге. В 1753-м он устроил в усадьбе торжественное празднование в честь своих именин, которое посетила императрица Елизавета Петровна. Через три года Строганов умер и владение перешло по наследству его сыну Александру.
В 1760 году Александр Строганов продал имение председателю правительства Петру Шувалову, который пожаловал его сыну — Андрею. Через восемь лет Андрей Шувалов стал директором Ассигнационного банка Российской Империи, а дом на Мясницкой заняла московская контора организации. Комплекс перешёл в ведение министерства финансов, которое в 1830-м отдало здания для размещения Технологического института.
С 1843 года одно из строений занимало Строгановское художественное училище. Академию основал внук двоюродного брата Александра Строганова Сергей. Она являлась первой в стране бесплатной школой рисования и активно развивалась. Согласно указу Александра II от 1864 года все остальные строения комплекса также передали училищу для организации при нём Художественно-промышленного музея. Тем не менее формально земля осталась в ведении министерства финансов.
Во второй половине XIX века левая часть имения стала выходить за красную линию улицы Мясницкой и подлежала сносу. На освободившемся месте в 1878 году по проекту архитектора Августа Вебера возвели новый дом, предназначавшийся для помещений музея. Главный фасад здания в русском стиле был обращён в сторону Мясницкой и украшен керамическими вставками и лепниной. Часть корпуса переоборудовали под жилые помещения, доход от аренды которых использовали на развитие организации. Через пять лет со стороны двора здание дополнили отдельным корпусом. В нём также оборудовали квартиры и коммерческие помещения под съём.

### Строительство
В конце XIX века Строгановское училище и Художественно-промышленный музей переехали в усадьбу Ивана Воронцова. Потеряв источник дохода от аренды домов на Мясницкой, руководство Технологического института обратилось к Александру II. Они хотели использовать прибыль на развитие музея и капитальный ремонт помещений университета. В 1901 году Строгановское училище получило статус Императорского, в честь этого ему пожаловали бывшее имение Шувалова. Тем не менее часть земли должна была пойти на расширение Банковского и Кривоколенного переулков. Кроме того, из-за ветхости три строения в правой части владения подлежали сносу.
На освободившейся территории в 1902 году руководство университета решило возвести доходный дом. Из-за отсутствия государственного финансирования и личных средств института строительство велось на залоговые деньги. Поэтому проект нового здания был ограничен строгим бюджетом, а площадь необходимо было использовать наиболее рационально. Институт организовал открытый архитектурный конкурс, на который представлили свыше тридцати проектов. Среди прочих участников были архитекторы Александр Лишневский и Гавриил Тер-Микелов. Но по причине плохого качества проектов подряд поручили Фёдору Шехтелю, изначально входившему в жюри конкурса. В строительстве также принимали участие инженер Александр Кузнецов и художник Фёдор Федоровский, создавший росписи для майоликового декора. В 1905 году состоялась торжественная закладка строения. В газете «Московский листок» об этом событии сообщалось: 

Вчера [29 июня] при торжественной обстановке происходила закладка доходного дома Строгановского художественно-промышленного училища, состоящего под Августейшим покровительством ЕИВ Великой княгини Елизаветы Фёдоровны. На закладке присутствовали товарищ министра финансов В. И. Тимирязев, Совет Строгановского училища во главе с председателем П. В. Жуковским, гр. Г. Г. Менгден, строительная комиссия во главе с председателем казённой палаты С. И. Урсати, директор училища Н. В. Глоба и множество других приглашённых лиц.
Здание будет 5-этажное, оно займёт обширную площадь и будет выходить на Мясницкую, в Кривоколенный и Банковский переулки. В доме будут устроены торговые помещения и квартиры. Постройка его обойдётся в 1 млн 300 тыс. рублей; закончено здание будет к осени 1906 г. После закладки на месте стройки был воздвигнут крест художественной работы по рисунку строителя здания г. Шехтеля.
Все рабочие получили по красной рубашке и по полтиннику.
Комплекс выполнили в форме трапециевидного каре с открытым въездом со стороны Банковского переулка. Это позволило сохранить общий двор частей бывшей усадьбы и обустроить место для отдыха жильцов. Уличные фасады здания облицевали серой плиткой и украсили майоликовыми панно. Они изображают переплетённые ленты и бусы, обрамляющие картины пейзажных парков. Широкие карнизы верхнего и нижнего этажей объединили композицию в единое целое и акцентировали окна жилых ярусов. Над входом во внутренний корпус расположили керамическую мозаику с вензелем Строгановского училища.
Помещения дома имеют сводчатые потолки, закреплённые на металлических балках. Благодаря использованию железобетонного каркаса строение приобрело строгую геометрическую форму с чётким ритмом окон. Помимо лестниц, отделанных мрамором, в здании обустроили семь «подъёмных машин» — лифтов. Из-за многофункциональной пространственной организации дом считается одним из лучших образцов рядовой застройки XX века.

### Использование

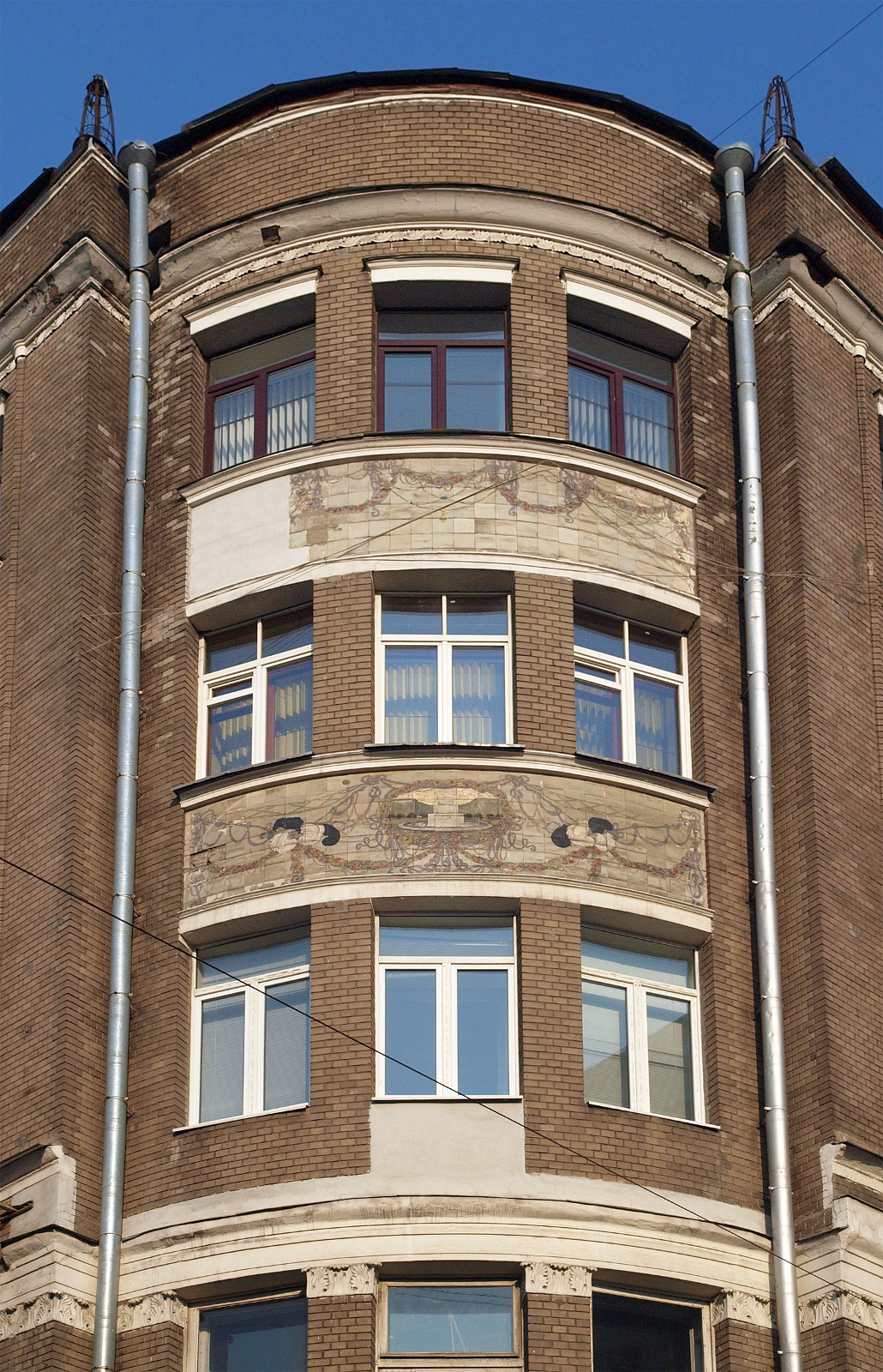
Керамические панно на фасаде доходного дома, 2008 год

С 1907 года в доме проходили художественные выставки, но бо́льшая часть помещений пустовала. Известно, что к 1910-му в здании находились конторы обществ Северных железных дорог, Коломенского машиностроительного завода и Путиловских заводов, женская гимназия и общество взаимопомощи, филиалы фирм Ремингтон и Отис, магазин мимеографов, ресторан «Новый базар» и другие организации. Кроме того, часть комнат занимали хозяйственные службы Строгановского училища.
Квартиры верхних трёх этажей были рассчитаны на нанимателей со средним заработком. На лестничные площадки выходило по две квартиры, в которых было от 4 до 7 комнат. В разное время в доме проживали архитектор Николай Курдюков, инженер Владимир Образцов с сыном Сергеем, живописец Фёдор Рерберг, устроивший в верхних этажах строения школу рисования. В здании также действовали прачечная, гаражи, электростанция и котельная.
В 1920-х годах комплекс национализировали и передали в ведение Главэнерго. В стенах дома был разработан и подготовлен план электрификации страны. Известно, что часть помещений использовали под коммунальные квартиры. Так, некоторое время в здании проживал актёр Рубен Симонов. С 1963-го в строении размещается редакция журнала «Наука и жизнь». В 1996 году проходила реставрация подъездов и чердака комплекса.

## Современность
К 2010 году помещения переоборудовали под офисы и частично передали в собственность коммерческим организациям. При этом в октябре того же года некоторых из владельцев оштрафовали на один миллион рублей за уклонение от подписания обязательств о сохранении объекта культурного наследия. При проверках комплекса в январе 2016-го Мосгорнаследие зафиксировало строительство несогласованной мансарды. Несмотря на предписания остановить работы, владелец объекта ТСЖ «Мясницкая, 24» продолжил строительство: 

В результате осмотра зафиксировано увеличение высотных отметок объекта культурного наследия, демонтаж старой стропильной системы, замена перекрытия между пятым этажом и подкровельным пространством, демонтаж старых и устройство новых перегородок в пятом этаже и чердачном пространстве, закладка просвета светового фонаря, продолжение лифтовой шахты в подкровельное пространство, сбита штукатурка до кирпичной кладки. На отмостке здания установлен подъемный механизм в виде строительного лифта.
Во время реконструкции тротуаров Мясницкой улицы в 2015 году рабочие обнаружили решётки световых окон дома. Изначально их использовали для освещения подвальных помещений, поэтому они имели выпуклые призматические линзы, собирающих свет в пучок. После реставрации экспонаты представили в Музее Москвы. В июле 2017-го правительство Москвы, которой было собственником дома, выставило на аукцион помещения в подвале доходного дома Строгановского училища, а также на первом и антресольном этажах.